# Protestas en Paraguay de 2021
Las protestas en Paraguay de 2021, popularmente denominado como el Marzo Paraguayo de 2021, o Tercer Marzo Paraguayo han sido una serie de manifestaciones y disturbios a nivel nacional desencadenados tras el colapso sanitario del sistema público por la pandemia de COVID-19 en Paraguay, debido a la falta de inversión suficiente en salud, la crisis económica reinante, y reiteradas denuncias por corrupción, hacia miembros del Gobierno Nacional. Estas comenzaron el 5 de marzo de 2021.
Como consecuencia inmediata de esta crisis interna denominada #EstoyParaElMarzoParaguay2021, el presidente de la República Mario Abdo Benítez decidió, el día 6 de marzo, remover del cargo al Ministro de Educación, Eduardo Petta, al Jefe de Gabinete Civil, Juan Ernesto Villamayor y, a la ministra de la Mujer, Nilda Romero. Un día antes, el 5 de marzo, renunció al cargo de Ministro de Salud, Julio Mazzoleni. En los días siguientes, se darían más cambios dentro de los ministerios.  
Las protestas se concentraron en las calles de la capital del país, y otros puntos del interior entre el 5 y el 26 de marzo de 2021, fecha en que empezó a regir la cuarentena de Semana Santa para frenar la expansión de la COVID-19. En aquellos días, se reportó un muerto, decenas de heridos, decenas de locales comerciales, vehículos, edificios saqueados y dañados en inmediaciones al centro de Asunción, así como más de cien detenidos en varios puntos del país.
Sin embargo, las protestas se volvieron mayormente "virtuales", a través de las redes sociales. También se han realizado protestas aisladas después de la fecha mencionada, por varios sectores. 

## Antecedentes
Esta protesta ciudadana es la mayor desde la crisis política en Paraguay de 2017. En aquel entonces las manifestaciones ocurrieron en respuesta a una enmienda constitucional que permitiría al presidente de Paraguay Horacio Cartes postularse a la reelección presidencial.
Si bien, en los primeros tiempos de pandemia, Paraguay era uno de los mejores países en cuanto al manejo de la pandemia, terminó empañándose debido al deterioro epidemiológico y económico hacia mediados del año 2020, sumado al bajo nivel de equipamiento de los centros de salud, y los escándalos de denuncias de corrupción entre las altas autoridades del Gobierno.
A finales de febrero de 2021, se observó un aumento en la curva de contagios, luego de una meseta de varios meses, superándose los mil contagios diarios en promedio, iniciándose lo que sería una "segunda ola de contagios", peor que la primera ola. Este aumento desmedido de contagios, provocó una nueva saturación en el sistema público de salud, al punto que se tuvo que suspender las cirugías de emergencia y los médicos deben elegir quien tiene más probabilidad de vivir para ocupar una cama UTI. En este escenario, escasearon las camas, insumos, medicamentos, así como el retraso en la adquisición de vacunas para COVID-19, lo que conllevó a masivas protestas y disturbios en todo el país, conocido como el Marzo Paraguayo de 2021. Así mismo, en toda la pandemia, miles de trabajadores independientes y del sector privado han recibido poca o ninguna ayuda del Estado para poder paliar las pérdidas económicas ocasionadas, por lo tanto rechazan tajantemente la imposición de mayores restricciones (cuarentena).

## Desarrollo

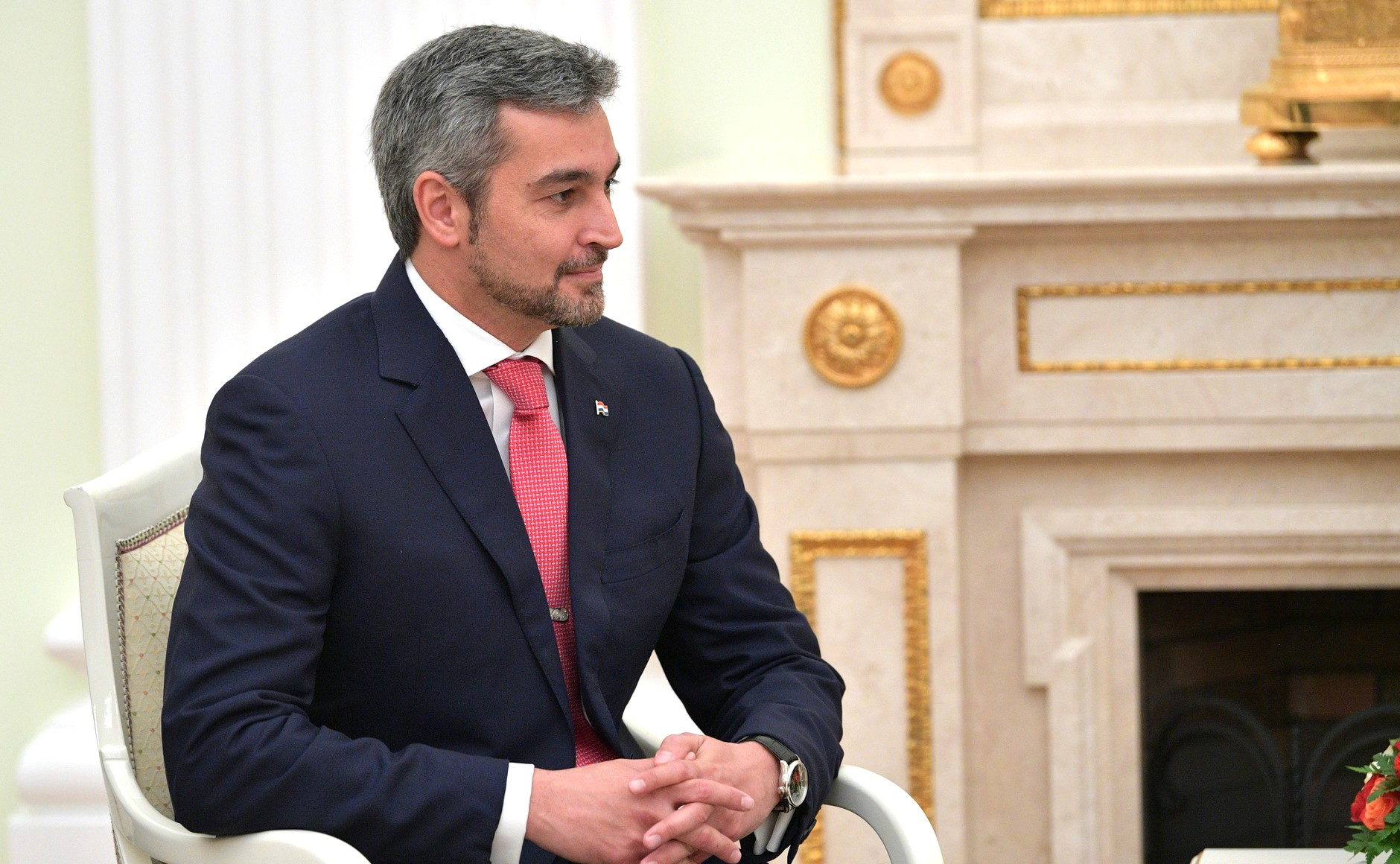
El presidente Mario Abdo Benítez, muy cuestionado por sus políticas económicas y sanitarias ante la pandemia en los últimos tiempos, además de estar salpicado por hechos de corrupción.

### Primeros días: incidentes
El 5 de marzo de 2021, alrededor de las 18 horas, se registraron diversas protestas en varias ciudades del país, para mostrar la indignación de la población y de distinto sectores afectados por la corrupción e inacción del gobierno por la falta de medicamentos, insumos, vacunas, entre otros; concentrándose las manifestaciones alrededor del Congreso Nacional en Asunción. La Dirección de Policía Nacional decidió resolver: Alerta de Seguridad Máxima.
La noche del 5 de marzo, hubo incidentes en el microcentro de Asunción, con un fallecido, decenas de heridos y detenidos, entre civiles y policías. Así mismo, decenas de vehículos, locales comerciales ubicados en el centro de Asunción, fueron dañados y saqueados. La sede del Ministerio de Hacienda fue incendiada, aunque luego fue controlado el incendio.
El día siguiente, 6 de marzo, las manifestaciones continuaron en varios puntos del país. El Presidente de la República Mario Abdo Benítez informa que decidió la remoción al cargo a: Eduardo Petta como ministro del Ministerio de Educación y Ciencias, a Juan Ernesto Villamayor como Jefe de Gabinete y a Nilda Romero como ministra del Ministerio de la Mujer, con el fin de aplacar el descontento ciudadano.
Ese día, las manifestaciones continuaron alrededor del Congreso Nacional, aunque por la noche, los manifestantes empezaron a agruparse frente a Mburuvicha Róga, en el que nuevamente ocurrieron incidentes, con varios heridos y detenidos por la Policía. Entre los infiltrados en los incidentes, se encontraban barrabravas de distintos clubes deportivos. El 7 de marzo, se manifestaron igualmente hacia Mburuvicha Róga, y frente a la residencia del expresidente de la República Horacio Cartes, quien lidera un importante sector del partido de poder. En los próximos días, las protestas volverían a concentrarse alrededor del Congreso Nacional, así como en la sede de la Asociación Nacional Republicana (ANR).

### Presentación de juicio político al presidente
Los legisladores de la oposición manifestaron que presentarían un juicio político contra el Presidente de la República Mario Abdo Benítez, y el vicepresidente Hugo Velázquez, por mal desempeño de sus funciones. Sin embargo, los votos para poder llevar a cabo el juicio, dependen de un sector importante del partido de poder, Honor Colorado, denominado coloquialmente: El Cartismo. Es la segunda vez, en menos de dos años de gobierno, que el presidente de la República se enfrenta a un juicio político (el primero fue en el año 2019, por un acuerdo que supuestamente perjudicaba a los intereses del país en la Represa Hidroeléctrica de Itaipú).
El 8 de marzo de 2021, renuncia el interino del viceministerio de Atención Integral a la Salud Julio Rolón, siendo reemplazado por el Dr. Hernán Martínez. Entre otros cambios que se dan dentro del Ministerio de Salud, son: en el viceministerio de Rectoría y Vigilancia de la Salud, asume la Dra. Lida Mercedes Sosa Argüello; también asumió como directora general de Administración y Finanzas Rita Estela Villalba en reemplazo de la Dra. Martha Viviana Peña. Por otra parte, Guillermo Sequera continúa en el cargo de director de vigilancia de la salud. El 10 de marzo, renuncia el presidente del Instituto de Previsión Social  Andrés Gubetich, siendo reemplazado por Vicente Bataglia.
El 17 de marzo, los diputados opositores, en medio de una sesión extraordinaria, presentan el libelo acusatorio, con el fin de iniciar un juicio político contra el Presidente de la República Mario Abdo Benítez, y el vicepresidente Hugo Velázquez. Con 42 votos en contra, 36 a favor y 2 ausencias, la Cámara de Diputados rechaza el juicio político. Horas más tarde se producen nuevamente disturbios en el microcentro de Asunción, con varios heridos, detenidos, disparos de arma de fuego, automóviles y locales dañados, saqueados; en el que manifestantes incendian una de las sedes de la ANR, llamado Colorado Róga. Otras sedes de la ANR también fueron dañadas en Luque, Encarnación, etc. Debido a este acontecimiento, renuncia el comandante de la  Corrupta Policía Nacional del Paraguay, Francisco Resquín, asumiendo de manera interina el subcomandante Luis Arias.
Las manifestaciones igualmente continuaron a lo largo del mes de marzo en varios puntos del país, especialmente con cierres de rutas en los puntos de acceso a la ciudad de Encarnación (Ruta PY01 y PY06); Ciudad del Este (PY02), departamento de Misiones (PY01), departamento de Caaguazú (PY02), departamento de Itapúa (PY06), departamento de Canindeyú (PY03), entre otros. Se unieron los manifestantes campesinos de la Federación Nacional Campesina (FNC) en Asunción. En los últimos días de marzo, en el departamento de Alto Paraná se produjeron varios disturbios, con la quema de patrullas policiales y manifestando cerrando los puntos de acceso a Ciudad del Este, con más de 50 detenidos.